# Heribert Johlen
Heribert Johlen (* 19. Juli 1937 in Köln; † 25. August 2022 ebenda) war ein deutscher Jurist, Lehrbeauftragter sowie Sachbuchautor.

## Leben
Johlen studierte an der Universität zu Köln sowie an der Leopold-Franzens-Universität Innsbruck, an ersterer promovierte er 1965. Im selben Jahr gründete er mit den Brüdern Wolfgang und Kurt Lenz eine auf öffentliches Recht spezialisierte Kanzlei, in der er bis zum Schluss Seniorpartner war.
Für die Weiterentwicklung sowie die Weitervermittlung seines Fachgebietes engagierte er sich verbandlich, so beispielsweise von 1984 bis 1999 als Vorstandsmitglied – und zuletzt als Vorsitzender – der Arbeitsgemeinschaft Verwaltungsrecht in Nordrhein-Westfalen. Zudem war er ab 1991 als Lehrbeauftragter und ab 1999 als Honorarprofessor an der Universität zu Köln tätig.
Heribert Johlen zeichnete für drei juristische Standardwerke (alle Verlag C. H. Beck) verantwortlich: als Autor für das Fachbuch Wehrpflichtrecht in der Praxis, von dem zwischen 1975 und 1996 insgesamt vier Auflagen erschienen, sowie als Herausgeber für Verwaltungsrecht in der Reihe Münchener Prozessformularbuch (zuletzt in fünfter Auflage 2018 erschienen) und ein gleichnamiges Werk in der Reihe Münchener Anwaltshandbuch (vierte Auflage 2017). Er war einer der Mitherausgeber der Fachzeitschrift Kommunale Steuer-Zeitschrift.
Johlen starb 2022 im Alter von 85 Jahren und wurde am 2. September 2022 beigesetzt. Seine Grabstätte befindet sich auf dem Kölner Melaten-Friedhof.

## Veröffentlichungen
- Schutzansprüche Dritter aus Verträgen, Köln 1964 (Dissertation)
- Wehrpflichtrecht in der Praxis : Voraussetzungen der Wehrpflicht, Wehrdienst- und Zivildienstausnahmen, Anerkennung als Kriegsdienstverweigerer, Rechtsschutz, 4., neubearb. und erw. Aufl., C.H. Beck, München 1996, ISBN 978-3-406-40012-4
- Münchener Anwaltshandbuch – Verwaltungsrecht, 4., aktualisierte Auflage, C.H. Beck, München 2017, ISBN 978-3-406-70118-4 (als Hrsg.)
- Münchener Prozessformularbuch – Verwaltungsrecht, 5. Auflage, C.H. Beck, München 2018, ISBN 978-3-406-70391-1 (als Hrsg.)